# Magonie
Pour les articles homonymes, voir Magonie (folklore).
Magonie est une localité polonaise de la gmina de Bodzechów, située dans le powiat d'Ostrowiec en voïvodie de Sainte-Croix.